# De Raadsman
De Raadsman of De Philosoof, oorspronkelijk Monument President Steyn, is een kunstwerk en gedenkbank in het Nationaal Park De Hoge Veluwe in de gemeente Ede ter ere van de Boerenpresident Marthinus Theunis Steyn (2 oktober 1857 - 28 november 1916). Het beeld werd ontworpen door Joseph Mendes da Costa na een opdracht van Helene Kröller-Müller uit 1920. Het beeld was klaar in 1924.
Het monument werd pas in 1939 in de binnentuin van het Kröller-Müller Museum geplaatst en is in 1972 op de huidige en oorspronkelijk bedoelde plaats gezet, in het groen nabij het Jachthuis Sint-Hubertus.

## Geschiedenis
Op 11 oktober 1899 brak de Tweede Boerenoorlog uit tussen de Nederlandstalige Boeren van de Zuid-Afrikaansche Republiek (Transvaal) en de Oranje Vrijstaat enerzijds, en het Britse Rijk anderzijds. Steun voor de boerenzaak was geliefd bij de welgestelden, en zo ook bij Anton Kröller en Helene Müller. De familie had ook een economisch belang in de Zuid-Afrikaanse republieken. Op den duur ontstond er een persoonlijk contact tussen het echtpaar en hooggeplaatste Boerenregeringsleden. Zo ontving het echtpaar Christaan de Wet op hun landgoed, en gaven ze de opdracht aan Mendes da Costa om een standbeeld voor hem te maken, het Monument Christiaan de Wet.

Terwijl Mendes da Costa nog bezig was met het standbeeld van De Wet kreeg hij ook de opdracht om een monument voor president Steyn te maken. Steyn was van 1896 tot 1902 president van de Oranje Vrijstaat geweest en was daarvoor respectievelijk advocaat, procureur-generaal en rechter geweest. Mendes da Costa besloot hem als raadsman uit te beelden. Het monument stelt een zittende president Steyn voor op een sokkel met een basement, uitlopend in een lage bank. Steyn is gekleed in een klassieke toga, houdt één hand omhoog en de ander op zijn bovenbeen. Toeschouwers kunnen op de bank plaats nemen en worden zo uitgenodigd om raad te vragen aan Steyn. Op het basement staat dan ook de volgende tekst in reliëf:
tot raad bereid
het weldoordachte
woord gekleurd
door vroom gemoed.
In het Kröller-Müller Museum bevindt zich een voorbereidende maquette van het monument, waarin het gezicht een grotere gelijkenis vertoont met dat van president Steyn dan in het uiteindelijke beeld. Gaandeweg wilde Mendes da Costa in grotere mate de innerlijke krachten van de contemplatieve president symboliseren door middel van de figuur van de raadsman. Om dat te bereiken stapte hij meer en meer af van een directe gelijkenis met Steyn. Dit was niet naar wens van mevrouw Kröller-Müller. Het beeld werd wel uitgevoerd, maar kreeg een nieuwe naam die niet herinnert aan president Steyn: De Philosoof of De Raadsman. Het beeld werd in 1939 in de binnentuin van het Kröller-Müller Museum geplaatst. Het verloop van de opdracht zorgde voor een definitieve bekoeling van de relatie tussen de beeldhouwer en opdrachtgeefster. Kröller-Müller gaf aan Henry Van de Velde de opdracht voor een nieuw monument, de Steynbank (1924).

## Afbeeldingen

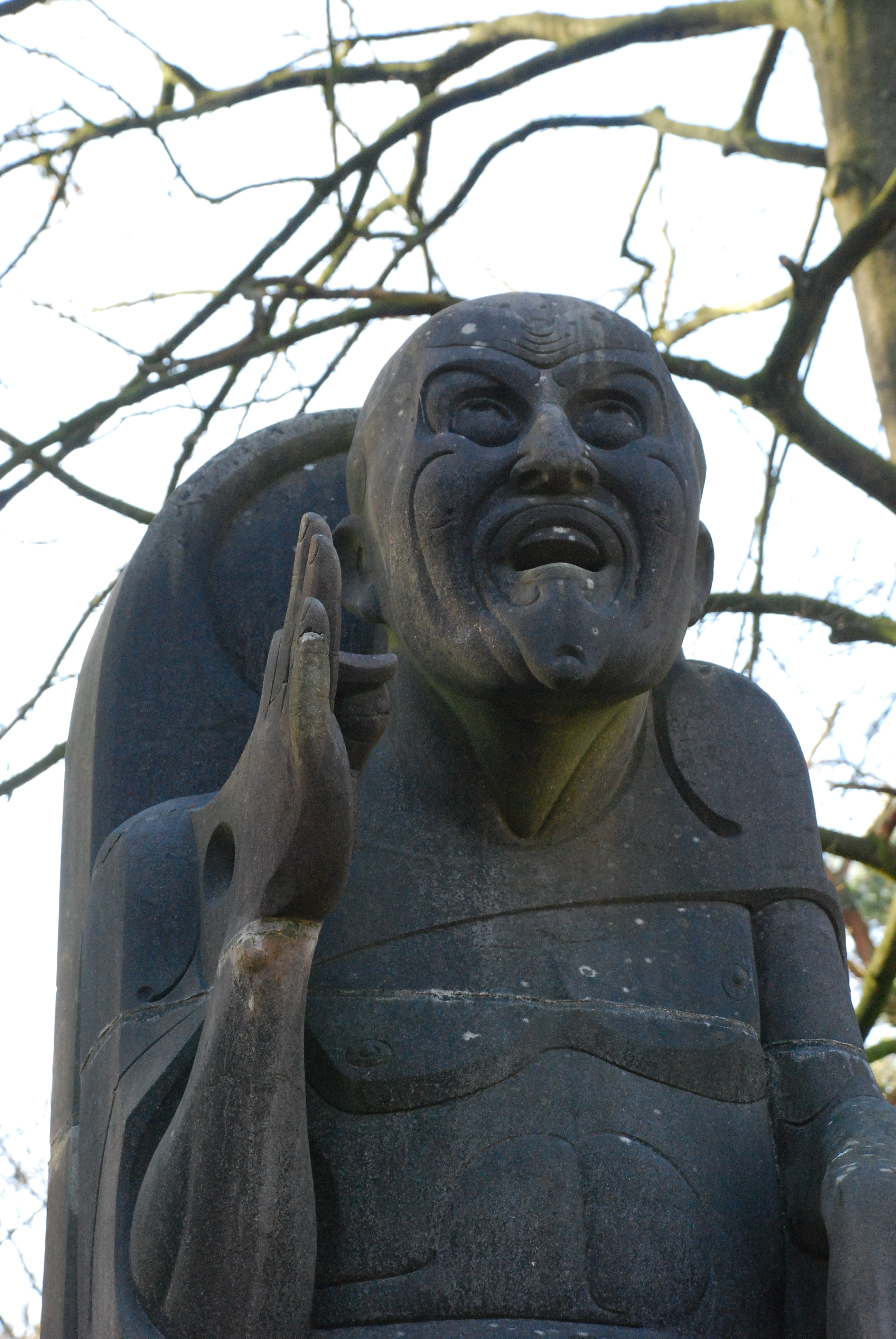
Detail van de Raadsman
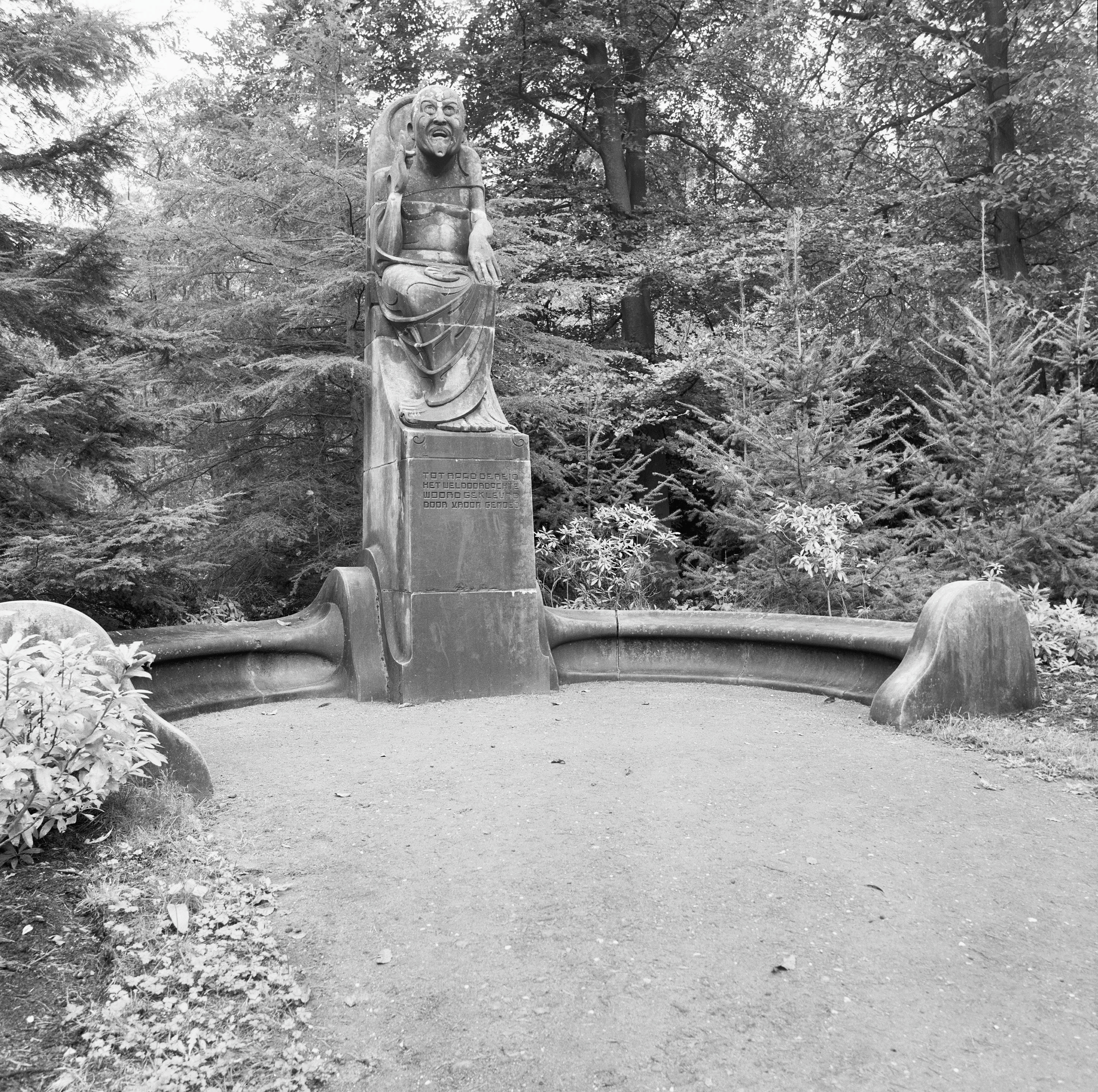
Situatie in 1985
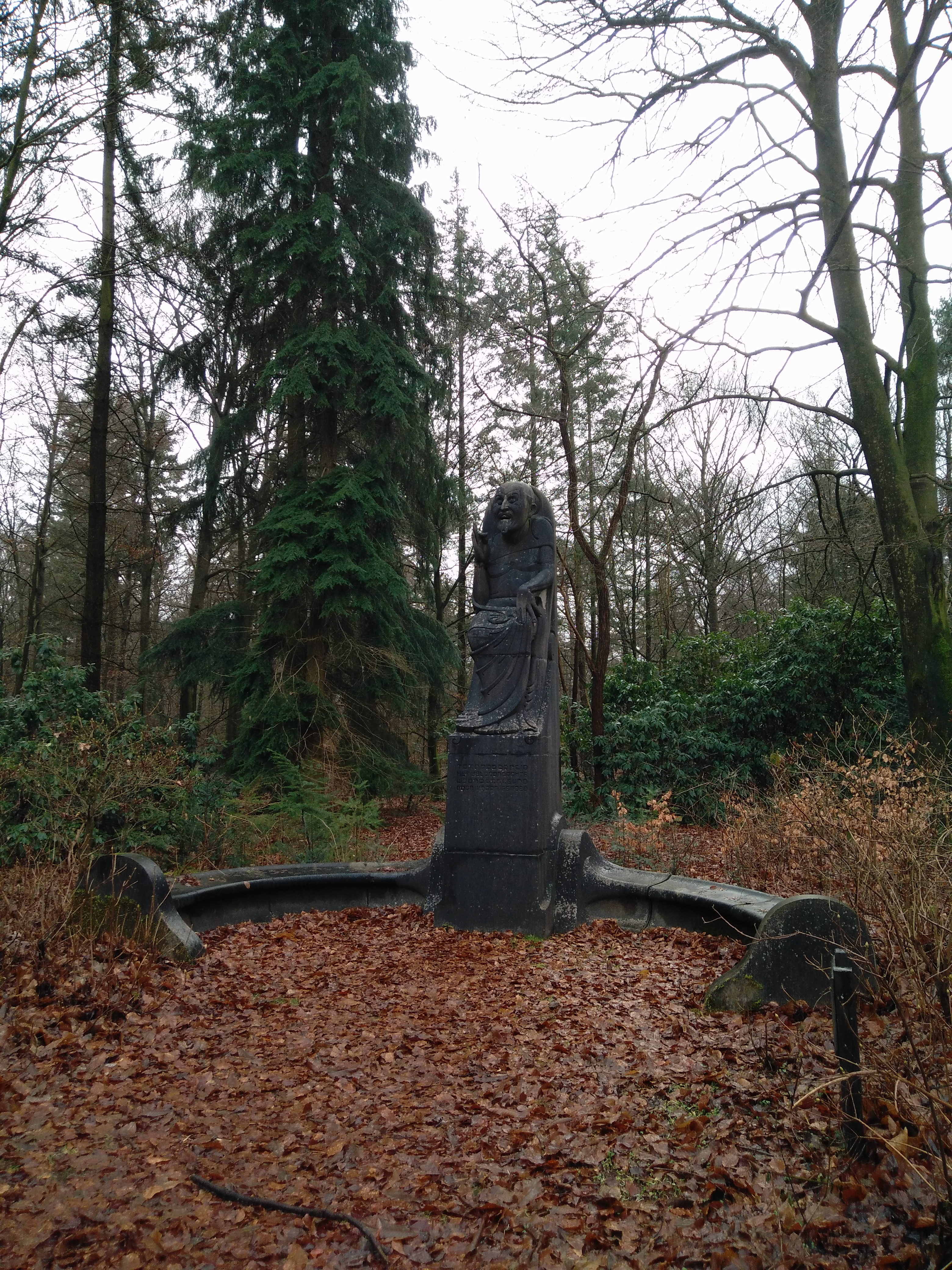
Enscenering in 2016
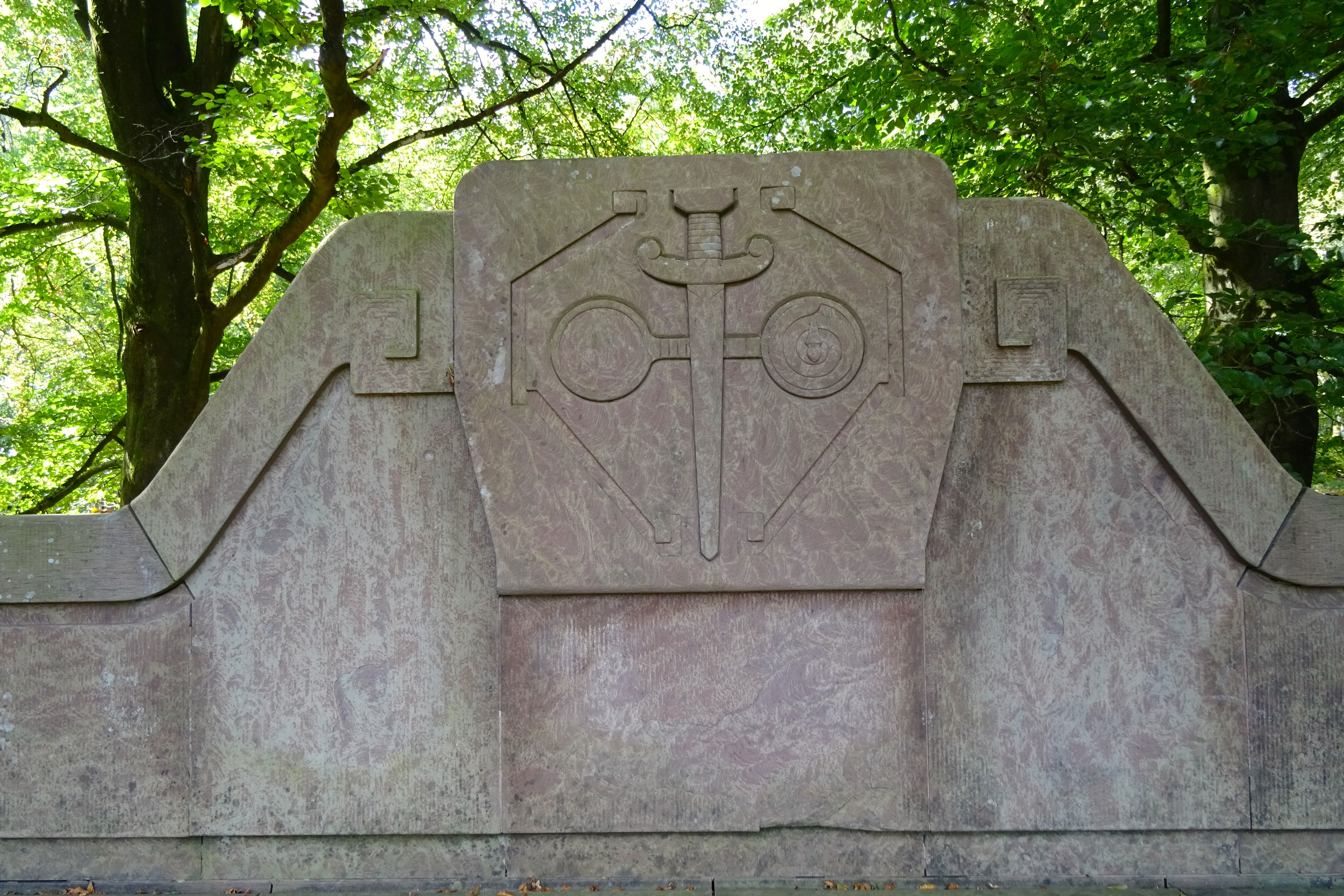
Het nieuwe monument voor Steyn, van Henry van der Velde (detail)